# Sukaharja (Sukamakmur)
Sukaharja is een bestuurslaag in het regentschap Bogor van de provincie West-Java, Indonesië. Sukaharja telt 6574 inwoners (volkstelling 2010).